# Les disperses
Les Disperses és un llibre d'antologia poètica escrit per Joan Maragall i publicat l'any 1904.

## Estructura
El llibre recull els següents poemes originals i traduccions de Goethe:
- Dins sa cambra (poema que li va fer guanyar la Flor Natural als Jocs Florals de Badalona
- L'hort
- Jugant
- Diumenge
- Romanza. Sens paraules
- A un amic
- Diades d'amor
- Davant del temporal
- Haidé
- Matinal
- Pirenenca
- Per la boira
- Hospitalàries
- L'ametller
- Oració a Santa Llúcia
- Els núvols de Nadal
- La balada del bes
- La missatgera més segura
- Soleiada
- Les roses franques

Traduccions de Goethe
- Elegies Romanes
- Alexis i Dora
- Lo nou Pausias i la Florista
- Mignon
- La copa del Rei de Thule
- La roseta de bardissa
- Nit nuvial
- Epigrames venecians
- Dedicatòria

## Contingut
Maragall va publicar en edició de Joventut (revista) una antologia que, com el seu nom indica, conté poesies pròpies de diverses èpoques i un bon nombre de les seves traduccions de l'obra de Goethe.